# Kateh-ye Shast-e Abadan-e Chahardeh
Kateh-ye Shast-e Abadan-e Chahardeh (em persa: كته شصت ابادان چهارده, também romanizada como Kateh-ye Shaşt Ābādān-e Chahārdeh; também conhecida como Katshaşt-e Ābādān) é uma aldeia do distrito rural de Chahardeh, situada no distrito central de Astaneh-ye Ashrafiyeh, na província de Gilan, no Irã. No censo de 2006, sua população era de 387, em 130 famílias.